# 八角茴香目

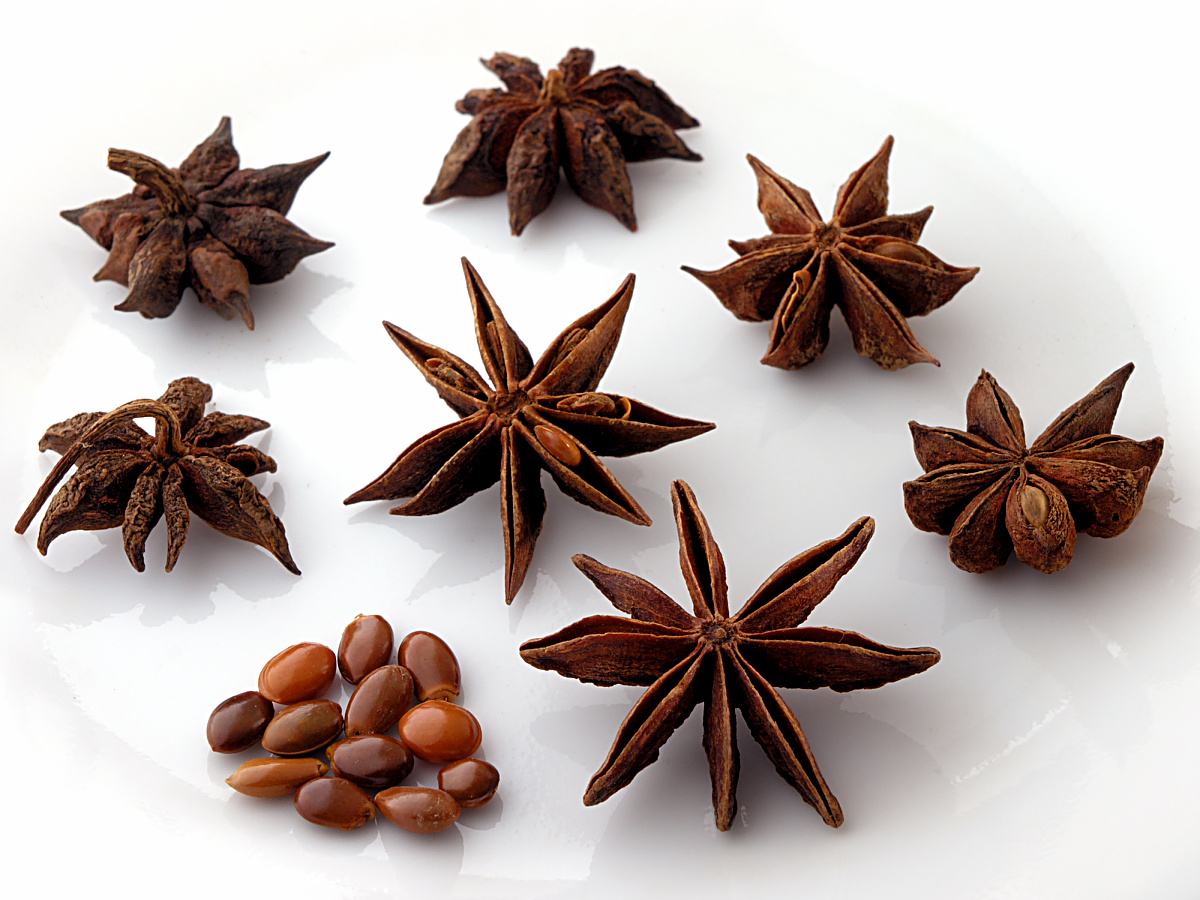

八角茴香目（Illiciales）在克朗奎斯特分类法中是双子叶植物纲中的一个目，目前已撤销。
调味用的大料来自此目植物八角。
- 八角茴香科 (Illiciaceae)
- 五味子科 (Schisandraceae)